# Белобрюхий дельфин
Белобрюхий дельфин, или чёрный дельфин, или чилийский дельфин (Cephalorhynchus eutropia) — это один из 4 видов дельфинов из рода Cephalorhynchus. Этот дельфин встречается только у побережья Чили, его местное название — «Tunina». Охранный статус этого вида оценивается как «близкий к состоянию угрозы».

## Внешний вид
Белобрюхий дельфин — мелкое китообразное, его длина составляет около 170 см. Рыло тупое. По этим признакам его часто ошибочно принимают за морскую свинью. Белобрюхий дельфин — коренастое животное, его толщина может составлять до 2/3 длины тела. Спинной плавник и ласты в отношении к размерам тела меньше, чем у других дельфинов. Горло, брюхо и ближайшие к телу участки ласт — белые. Остальное тело окрашено в различные оттенки серого. На верхней челюсти 28-34 пары зубов, на нижней — только 29-33 пары. 

Обычно этот дельфин держится небольшими стаями от 2 до 10 особей, иногда наблюдаются и более крупные стаи. 

Продолжительность жизни белобрюхих дельфинов, длительность их беременности и периода лактации — ещё не известны. Однако предполагается, что по этим признакам белобрюхий дельфин должен быть сходен с родственными ему более изученными видами — дельфином Гектора и дельфином Коммерсона. У обоих этих видов беременность длится около 10 месяцев, а максимальная продолжительность жизни достигает 20 лет.

## Популяция и ареал
Белобрюхий дельфин — возможно, один из наименее изученных видов китообразных. Пока нельзя с уверенностью сказать, что численность его популяции известна. Численность этого вида может достигать нескольких тысяч особей, однако по крайней мере 1 учёный — Стив Лэзервуд — предполагает, что популяция белобрюхого дельфина значительно меньше (см. также здесь результаты наблюдения за популяциями китообразных Южной Америки, в том числе за численностью чилийского дельфина). Какой бы ни была численность этого вида, белобрюхий дельфин эндемичен для побережья Чили. Предполагается, что он не совершает миграций. Ареал этого вида вытянут с севера на юг значительнее, чем ареалы других дельфинов рода Cephalorhynchus, — белобрюхий дельфин встречается от Вальпараисо (33 градуса ю. ш.) на севере до мыса Горн (55 градусов ю. ш.) на юге. Скорее всего, этот вид предпочитает мелкие воды глубиной не более 200 метров, а также любит жить в приливно-отливных зонах в речных устьях.

## Название вида
В начале XX века белобрюхий дельфин обычно назывался «чёрным дельфином». Однако потом это название признали недостаточно точным. При первоначальном описании вида исследовались в основном мёртвые особи, чья кожа потемнела из-за воздействия воздуха. Живых же представителей вида первое время можно было наблюдать только с большого расстояния, что тоже искажает цвета в сторону более тёмных. По мере изучения белобрюхого дельфина выяснилось, что его спина окрашена в различные оттенки серого, а брюхо — белое.

## Фотографии

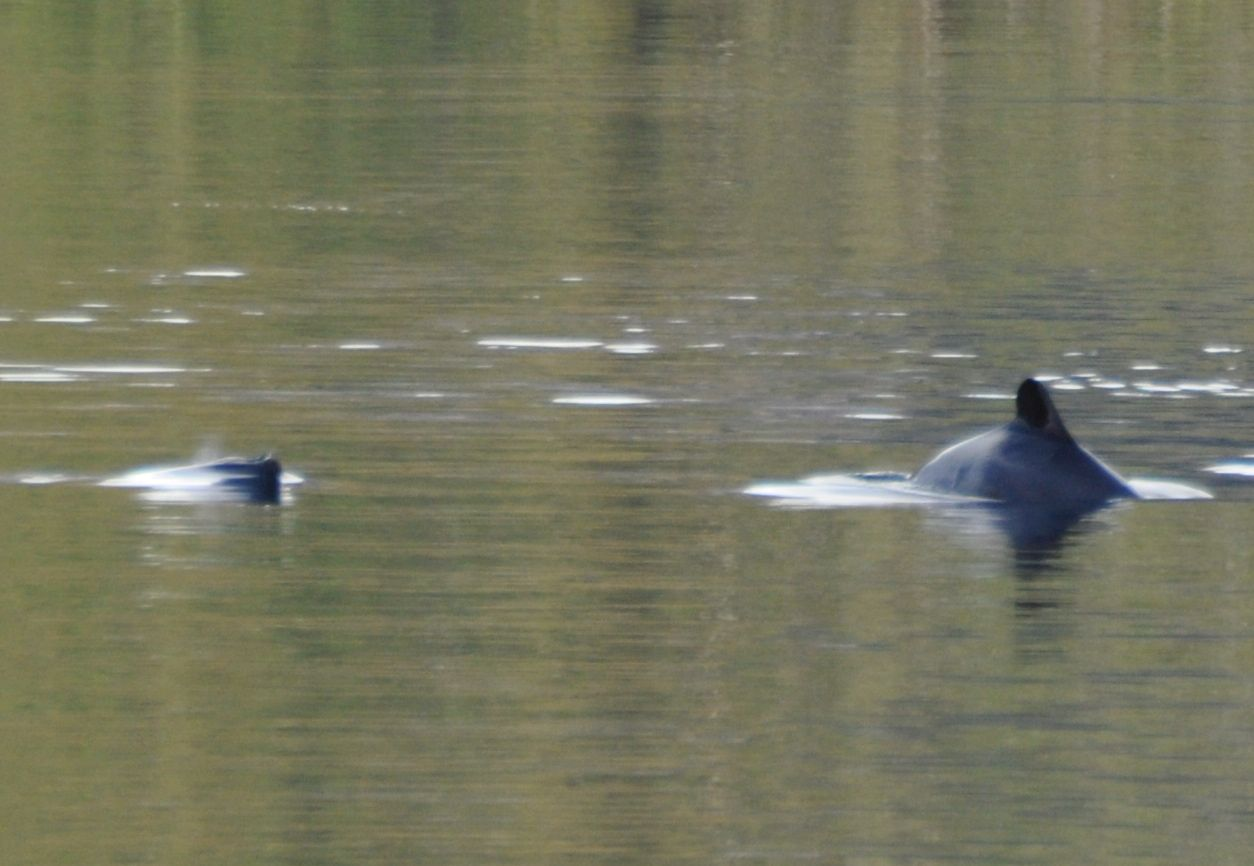